# Wiencourt-l'Équipée
Ne doit pas être confondu avec Woincourt.
Wiencourt-l'Équipée est une commune française située dans le département de la Somme, en région Hauts-de-France.

## Géographie

### Localisation
Wiencourt-l'Équipée est un village picard de l'Amiénois et de la région naturelle du Santerre.
À vol d'oiseau, la commune est située à 7 km au sud-est de Villers-Bretonneux, 7 km au nord-ouest de Rosières-en-Santerre, 10 km au sud-est de Corbie, 18 km au sud d'Albert, 23 km au sud-est d'Amiens et à 48 km à l'ouest de Saint-Quentin.
Le territoire de la commune est limitrophe de ceux de cinq communes.
Les communes limitrophes sont Bayonvillers, Cayeux-en-Santerre, Guillaucourt, Lamotte-Warfusée et Marcelcave.

### Hydrographie

#### Réseau hydrographique
La commune est située dans le bassin Artois-Picardie. Elle est drainée par la Luce et la rivière la Luce,.
La Luce, d'une longueur de 18 km, prend sa source dans la commune de Caix et se jette  dans l'Avre à Thennes, après avoir traversé 13 communes.

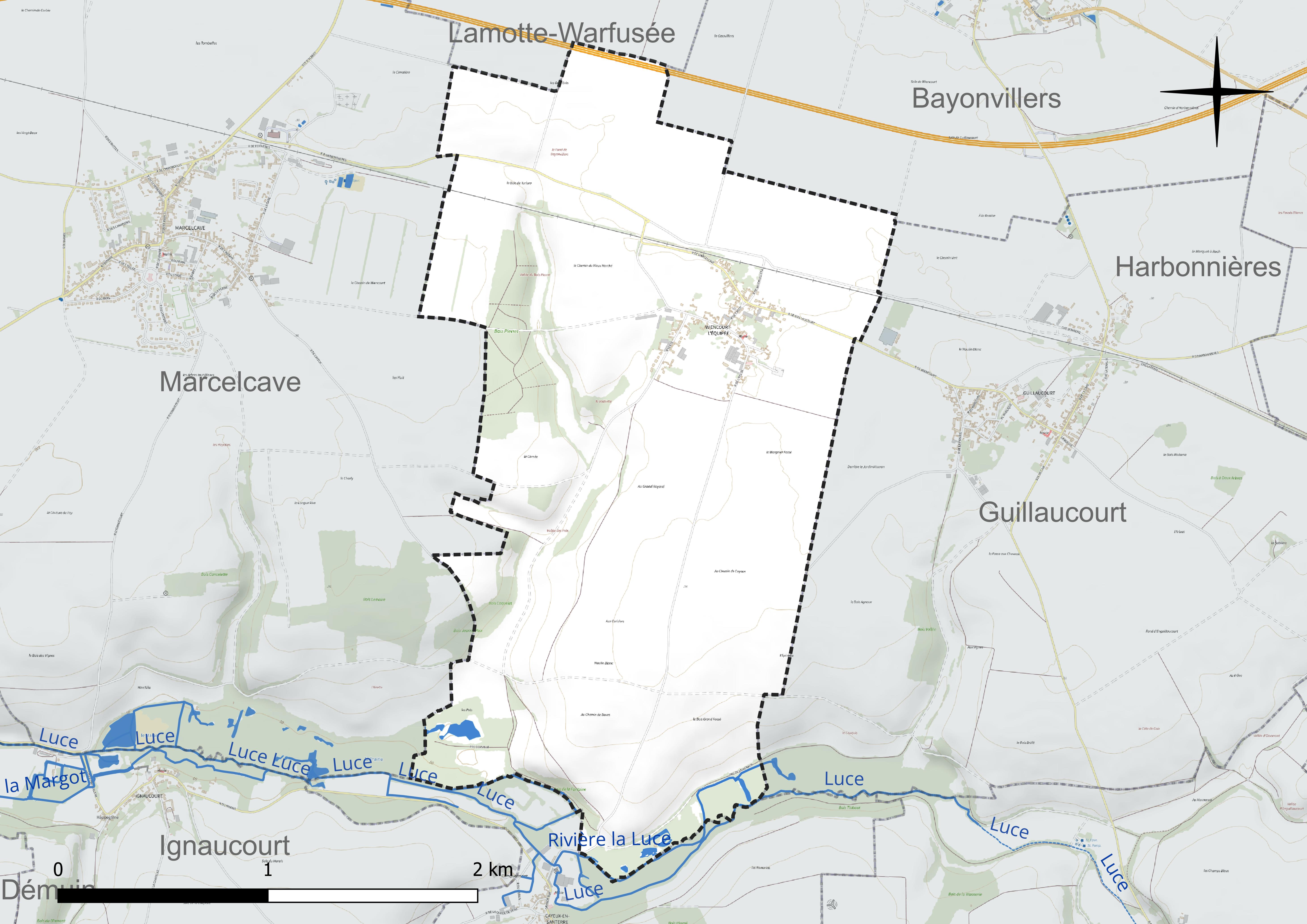
Réseau hydrographique de Wiencourt-l'Équipée.

#### Gestion et qualité des eaux
Le territoire communal est couvert par le schéma d'aménagement et de gestion des eaux (SAGE) « Somme aval et Cours d'eau côtiers ». Ce document de planification concerne un territoire de 1 835 km2 de superficie, délimité par le bassin versant de la Somme canalisée. Le périmètre a été arrêté le 29 avril 2010 et le SAGE proprement dit a été approuvé le 6 août 2019. La structure porteuse de l'élaboration et de la mise en œuvre est le syndicat mixte d'aménagement hydraulique du bassin versant de la Somme (AMEVA).
La qualité des cours d'eau peut être consultée sur un site dédié géré par les agences de l'eau et l'Agence française pour la biodiversité.

### Climat
Pour des articles plus généraux, voir Climat des Hauts-de-France et Climat de la Somme.
En 2010, le climat de la commune est de type climat océanique dégradé des plaines du Centre et du Nord, selon une étude du CNRS s'appuyant sur une série de données couvrant la période 1971-2000. En 2020, Météo-France publie une typologie des climats de la France métropolitaine dans laquelle la commune est exposée à un climat océanique et est dans la région climatique Nord-est du bassin Parisien, caractérisée par un ensoleillement médiocre, une pluviométrie moyenne régulièrement répartie au cours de l'année et un hiver froid (3 °C).
Pour la période 1971-2000, la température annuelle moyenne est de 10,5 °C, avec une amplitude thermique annuelle de 14,5 °C. Le cumul annuel moyen de précipitations est de 748 mm, avec 12,1 jours de précipitations en janvier et 8,8 jours en juillet. Pour la période 1991-2020, la température moyenne annuelle observée sur la station météorologique la plus proche, située sur la commune de Rouvroy-en-Santerre à 11 km à vol d'oiseau, est de 10,8 °C et le cumul annuel moyen de précipitations est de 635,8 mm,. Pour l'avenir, les paramètres climatiques de la commune estimés pour 2050 selon différents scénarios d'émission de gaz à effet de serre sont consultables sur un site dédié publié par Météo-France en novembre 2022.

## Urbanisme

### Typologie
Au 1er janvier 2024, Wiencourt-l'Équipée est catégorisée commune rurale à habitat dispersé, selon la nouvelle grille communale de densité à sept niveaux définie par l'Insee en 2022.
Elle est située hors unité urbaine. Par ailleurs la commune fait partie de l'aire d'attraction d'Amiens, dont elle est une commune de la couronne,. Cette aire, qui regroupe 369 communes, est catégorisée dans les aires de 200 000 à moins de 700 000 habitants,.

### Occupation des sols
L'occupation des sols de la commune, telle qu'elle ressort de la base de données européenne d'occupation biophysique des sols Corine Land Cover (CLC), est marquée par l'importance des territoires agricoles (84,4 % en 2018), une proportion sensiblement équivalente à celle de 1990 (85 %). La répartition détaillée en 2018 est la suivante : 
terres arables (84,4 %), forêts (10,2 %), zones urbanisées (5,4 %). L'évolution de l'occupation des sols de la commune et de ses infrastructures peut être observée sur les différentes représentations cartographiques du territoire : la carte de Cassini (XVIIIe siècle), la carte d'état-major (1820-1866) et les cartes ou photos aériennes de l'IGN pour la période actuelle (1950 à aujourd'hui).

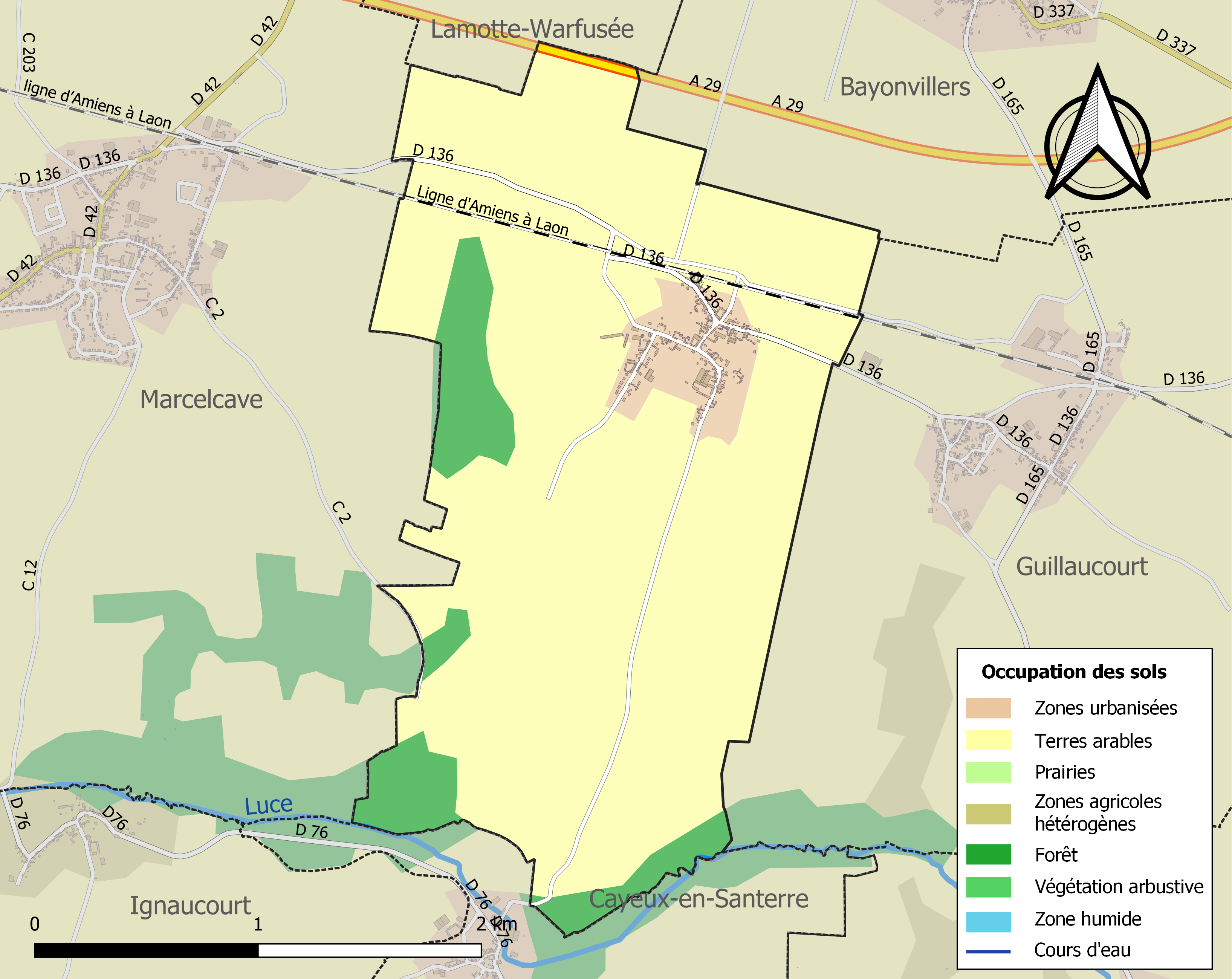
Carte des infrastructures et de l'occupation des sols de la commune en 2018 (CLC).

## Toponymie
Le nom de la localité est attesté sous les formes Wiencourt (1147) ; Wiencort (1207) ; Ywencort (1234) ; Wyencourt (1341) ; Wiancourt (1367) ; Wiencourt-en-Santers (1480) ; Vurancourt (1648) ; Vuiencourt (1638) ; Vuyencourt (1695) ; Viancourt (1729) ; Viencourt (1729) ; Wiencour-l'Equipée (1761) ; Oyencourt (1790) ; Wiencourt et l'Equipée (1806).
Le nom de l'ancienne dépendance est attesté sous les formes L'Esquipée (1567)  ;
L'Esquipées (1750) ; L'Equipée (1763) ; Léquipée (1763).

## Histoire
Le lieu était qualifié de cité à partir du XIIIe siècle.
Des vestiges antiques ont été retrouvés dans le territoire communal (passage de voie romaine près du lieudit l'Équipée, enclos antique).
La seigneurie dépendait de l'abbaye de Corbie. Elle était divisée en deux pairies. Le plus ancien seigneur connu de Wiencourt est Thomas de Wiencourt en 1384, puis on trouve Pierre d'Ault à partir de 1397 auquel succède sa famille jusque Catherine d'Ault qui, veuve de Jean Le Caron puis de Denis Doire, donne en 1632 la seigneurie à son fils François Le Caron. En 1677, c'est Jean Thierry seigneur de Génonville qui en est le seigneur, puis de 1750 à 1756 Jean-Baptiste Thierry, puis son frère, Adrien Thierry seigneur de Becquigny et enfin Jean Baptiste Bernard Dumollin neveu du précédent ; la famille de celui-ci gardera la seigneurie jusqu'à la Révolution. La seconde pairie, détenue par Robert d'Avroult, (Famille d'Averhoult), en 1533, fut cédée en 1567 à sa fille Guillemette, épouse de Jean-Valeran d'Anglure.
Il y avait cinq fiefs à Wiencourt :
- le fief la Fontaine, possédé jusqu'en 1677 par l'abbaye de Corbie, qui l'abandonna au profit de Jean Thierry seigneur de Génonville[Note 5] et de Wiencourt dont les descendants l'ont possédé jusqu'à la Révolution ;
- le fief de Meaucourt, contenant 45 arpents de terres appartenant à l'abbaye de Corbie ;
- le fief de Course, qui appartint à Jean Lefeuvre à la fin du XVIIe siècle puis à Jean-Baptiste Thierry seigneur de Génonville[Note 5] et de Wiencourt qui l'avait acheté, en 1735, à Claude Boulanger seigneur de Rivery ;
- le fief de Croy, qui appartenait à N. de Fontaine-Visse ;
- le fief des Magneaux, qui appartenait à N. Despré à la fin du XVIIe siècle.

Le village est totalement détruit par les Espagnols en 1636, durant la guerre de Trente Ans.
Durant l'Ancien Régime, Wiencourt fait partie de la prévôté de Fouilloy, du bailliage et de l'élection d'Amiens et de l'intendance de Picardie.
Première Guerre mondiale
Le village se trouve dans la zone des combats de la Première Guerre mondiale,, et est en partie détruit en 1918. Il a été décoré de la croix de guerre 1914-1918 le 3 novembre 1920.
En 1917, des prisonniers de guerre allemands sont stationnés à Wiencourt. Dans la nuit du 1er au 2 juin 1917, un officier de cavalerie et un soldat vont s'évader provoquant l'envoi de messages d'alerte aux unités de l'armée, comme le commandement d'étapes de Gravelines.
L'Équipée
Ce hameau, nommé l'Esquipée en 1567, contenait une seule ferme qui a disparu au cours du XIXe siècle.

## Politique et administration

### Rattachement administratifs et électoraux
La commune se trouvait de 1793 à 2016 dans l'arrondissement de Montdidier du département de la Somme. Par arrêté préfectoral du 27 décembre 2016, la commune en est détachée le 1er janvier 2017 pour intégrer l'arrondissement de Péronne. Pour l'élection des députés, elle fait partie depuis 2012 de la quatrième circonscription de la Somme.
Elle fait partie depuis 1801 du canton de Moreuil. Dans le cadre du redécoupage cantonal de 2014 en France, ce canton, dont la commune fait toujours partie, est modifié et agrandi.

### Intercommunalité
La commune faisait partie de la communauté de communes du Santerre créée le 31 décembre 1993.
Dans le cadre des dispositions de la loi portant nouvelle organisation territoriale de la République du 7 août 2015, qui prévoit que les établissements publics de coopération intercommunale (EPCI) à fiscalité propre doivent avoir un minimum de 15 000 habitants, la préfète de la Somme propose en octobre 2015 un projet de nouveau schéma départemental de coopération intercommunale (SDCI) qui prévoit la réduction de 28 à 16 du nombre des intercommunalités à fiscalité propre du département.
Le projet préfectoral prévoit la « fusion des communautés de communes de Haute Picardie et du Santerre », le nouvel ensemble de 17 954 habitants regroupant 46 communes,,. À la suite de l'avis favorable de la commission départementale de coopération intercommunale en janvier 2016, la préfecture sollicite l'avis formel des conseils municipaux et communautaires concernés en vue de la mise en œuvre de la fusion le 1er janvier 2017.
Cette procédure aboutit à la création au 1er janvier 2017 de la communauté de communes Terre de Picardie, dont la commune est désormais membre.

### Liste des maires
| Période                                  | Période                      | Identité       | Étiquette | Qualité                        |
| ---------------------------------------- | ---------------------------- | -------------- | --------- | ------------------------------ |
| Les données manquantes sont à compléter. |                              |                |           |                                |
| 1989                                     | mars 2008                    | Jean Dieudonné |           |                                |
| mars 2008                                | En cours (au 6 juillet 2020) | Gérard Caron   |           | Réélu pour le mandat 2020-2026 |

## Population et société

### Démographie
L'évolution du nombre d'habitants est connue à travers les recensements de la population effectués dans la commune depuis 1793. Pour les communes de moins de 10 000 habitants, une enquête de recensement portant sur toute la population est réalisée tous les cinq ans, les populations de référence des années intermédiaires étant quant à elles estimées par interpolation ou extrapolation. Pour la commune, le premier recensement exhaustif entrant dans le cadre du nouveau dispositif a été réalisé en 2006.

En 2022, la commune comptait 252 habitants, en évolution de −3,08 % par rapport à 2016 (Somme : −1,26 %, France hors Mayotte : +2,11 %).
| 1793 | 1800 | 1806 | 1821 | 1831 | 1836 | 1841 | 1846 | 1851 |
| ---- | ---- | ---- | ---- | ---- | ---- | ---- | ---- | ---- |
| 333  | 312  | 346  | 364  | 409  | 410  | 442  | 437  | 438  |

| 1856 | 1861 | 1866 | 1872 | 1876 | 1881 | 1886 | 1891 | 1896 |
| ---- | ---- | ---- | ---- | ---- | ---- | ---- | ---- | ---- |
| 407  | 420  | 416  | 420  | 421  | 433  | 407  | 432  | 389  |

| 1901 | 1906 | 1911 | 1921 | 1926 | 1931 | 1936 | 1946 | 1954 |
| ---- | ---- | ---- | ---- | ---- | ---- | ---- | ---- | ---- |
| 380  | 354  | 339  | 272  | 294  | 276  | 275  | 264  | 265  |

| 1962 | 1968 | 1975 | 1982 | 1990 | 1999 | 2006 | 2011 | 2016 |
| ---- | ---- | ---- | ---- | ---- | ---- | ---- | ---- | ---- |
| 249  | 248  | 234  | 190  | 199  | 205  | 242  | 257  | 260  |

| 2021 | 2022 | - | - | - | - | - | - | - |
| ---- | ---- | - | - | - | - | - | - | - |
| 258  | 252  | - | - | - | - | - | - | - |

### Enseignement
La commune fait partie du RPI (regroupement pédagogique intercommunal) de Bayonvillers / Guillaucourt / Wiencourt / Lamotte-Warfusée / Cayeux-en-Santerre.

## Culture locale et patrimoine

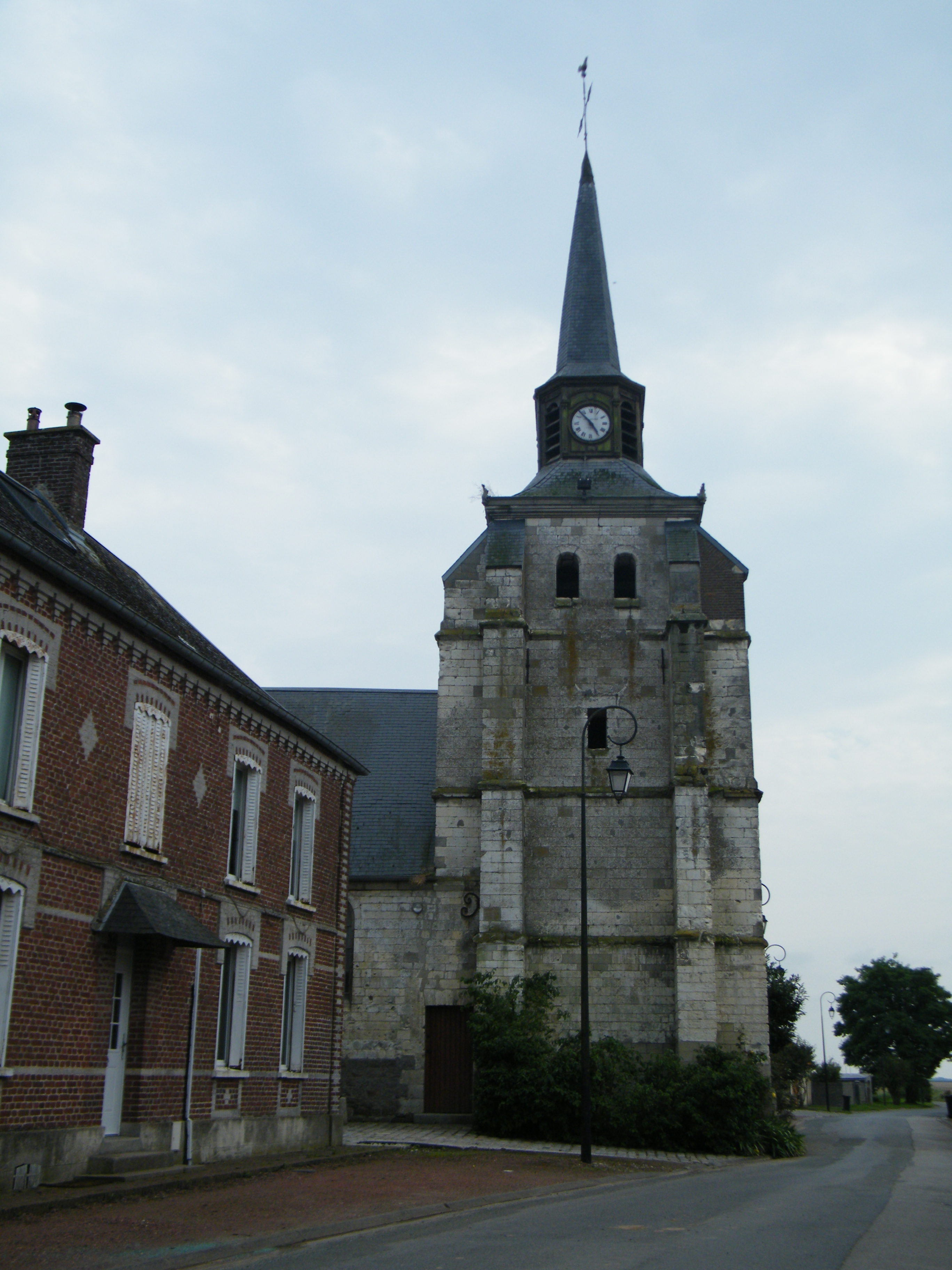
L'église Saint-Nicolas.

### Lieux et monuments
- Église Saint-Nicolas, du XVIe siècle[45].